# Favour Ashe
Favour Oghene Tejiri Ashe (né le 28 avril 2002) est un athlète nigerian, spécialiste des épreuves de sprint.

## Biographie
Le 25 juin 2022 à Benin City, il descend pour la première fois de sa carrière sous les dix secondes sur 100 mètres en réalisant le temps de 9 s 99. Il atteint les demi-finales du 100 mètres des championnats du monde 2022 et est médaillé de bronze du relais 4 × 100 mètres lors des Jeux du Commonwealth de 2022.

## Palmarès
| Date | Compétition          | Lieu       | Épreuve | Résultat  | Temps   |
| ---- | -------------------- | ---------- | ------- | --------- | ------- |
| 2022 | Jeux du Commonwealth | Birmingham | 3e      | 4 × 100 m | 38 s 81 |

## Records
| Épreuve | Performance | Lieu      | Date        |
| ------- | ----------- | --------- | ----------- |
| 100 m   | 9 s 94      | Lexington | 24 mai 2024 |